# Glyphoturris rugirima
Glyphoturris rugirima är en snäckart som först beskrevs av Dall 1889.  Glyphoturris rugirima ingår i släktet Glyphoturris och familjen kägelsnäckor. Inga underarter finns listade i Catalogue of Life.